# 汉家岔镇
汉家岔镇，是中华人民共和国甘肃省白银市会宁县下辖的一个乡镇级行政单位。
2015年，甘肃省民政厅批复同意撤销汉家岔乡，设立汉家岔镇。

## 行政区划
汉家岔镇下辖以下地区：
花儿岔村、杨家山村、赵家岔村、汉家岔村、大庄村、细岔村、南湾村、阴山村、双庙村、王马山村、荆家坪村和塔寺岔村。